# Giuseppe Albanese (politico)
Giuseppe Albanese (Siderno Marina, 14 febbraio 1878 – Napoli, 8 febbraio 1937) è stato un politico italiano.